# Bezrobocie jawne
Bezrobocie jawne – kategoria bezrobocia odnosząca się do osób niepracujących i gotowych do podjęcia pracy, a ujawniających swoją sytuację poprzez rejestrację w Urzędach pracy. Obejmuje wszystkich, którzy znajdują się w oficjalnej ewidencji statystycznej. Przeciwieństwem pojęcia bezrobocie jawne jest bezrobocie ukryte.